# Colinas del Campo de Martín Moro Toledano

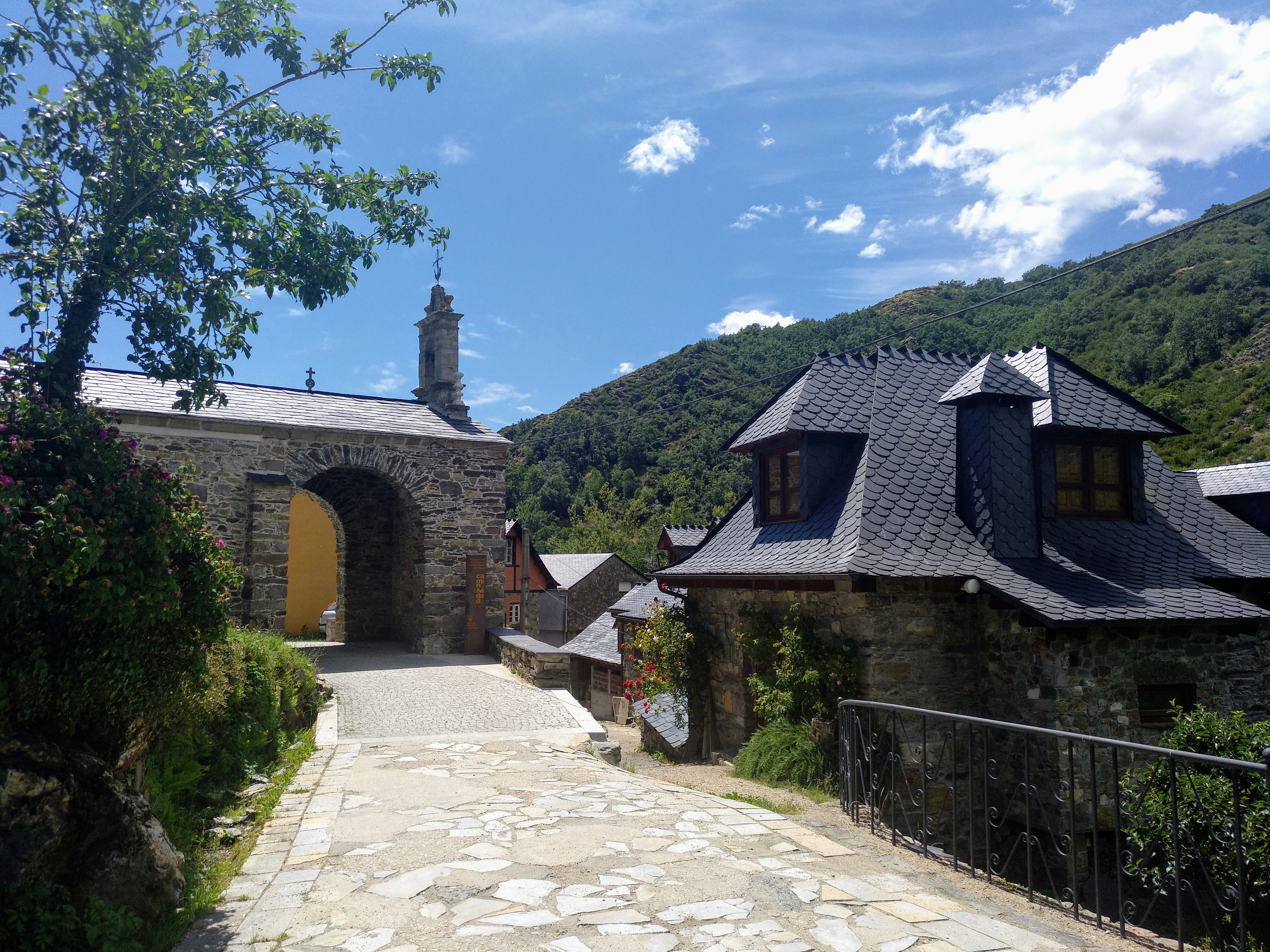
Panorámica de Colinas del Campo, con el Arco de la Ermita del Santo Cristo

Colinas del Campo de Martín Moro Toledano es un lugar y entidad local menor española del municipio de Igüeña, en la comarca de El Bierzo de la provincia de León, en la comunidad autónoma de Castilla y León. Está declarado Conjunto Histórico. El topónimo es uno de los nombres administrativos más largos de España y el mayor de la provincia.

## Población

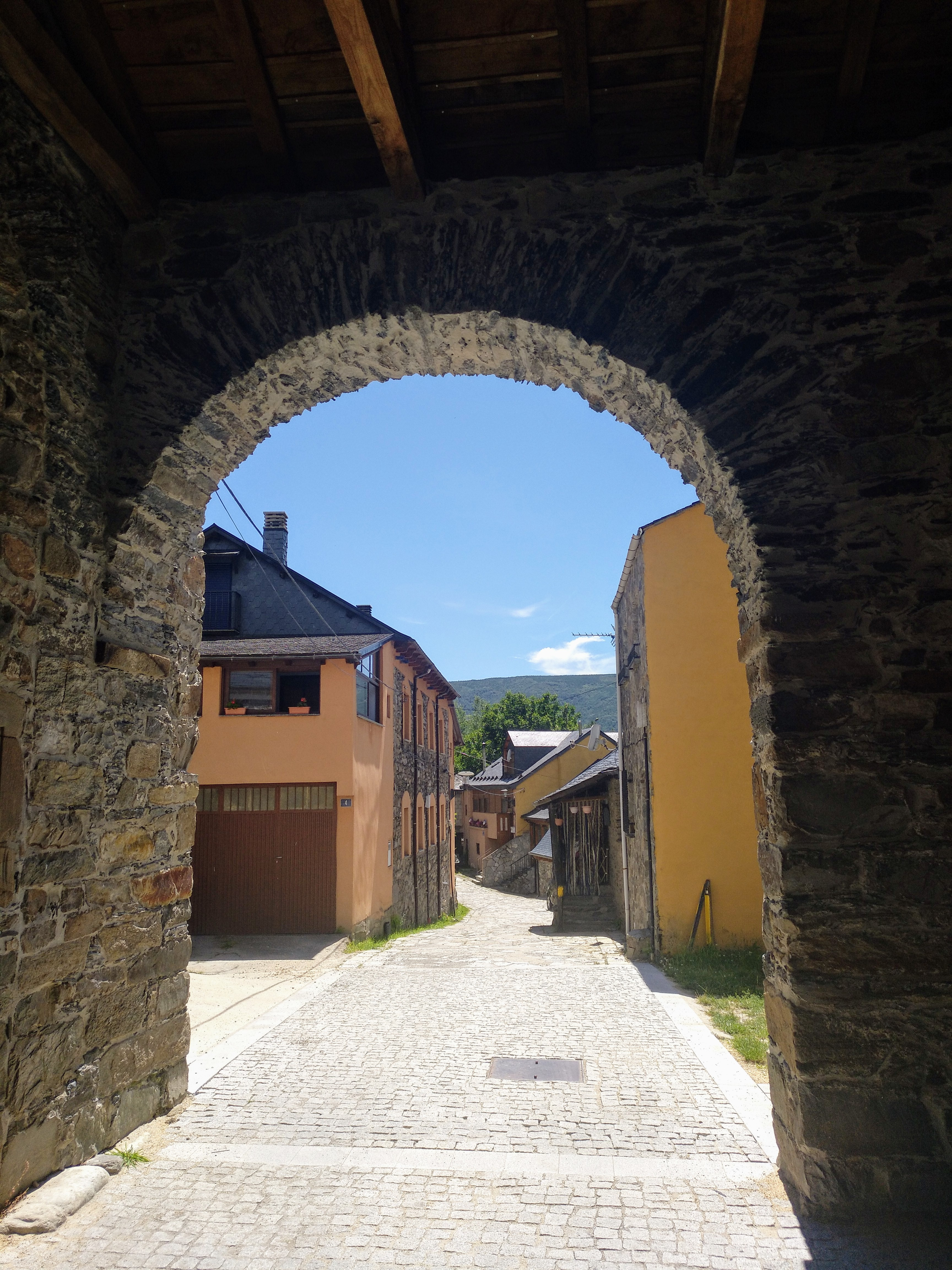
Arco de la Ermita del Santo Cristo

Sus habitantes casi todos son jubilados, aunque también hay personas jóvenes habitándolo, en verano y fines de semana su población se duplica,

## Economía
Anteriormente se vivía de la agricultura (centeno y productos de la huerta) y la ganadería (vacas, cabras, ovejas, cerdos...). En el municipio hay casas rurales y su entorno permite la práctica del senderismo. Mucha gente también acude a este pueblo para realizar la subida a Catoute.

## Festividades
Sus fiestas patronales son el 6 de febrero Santa Dorotea y el 24 de junio San Juan, aunque se celebran los fines de semana más próximos.